# エレファント・マン (戯曲)
『エレファント・マン』 (The Elephant Man) は、19世紀イギリスに実在した人物、ジョゼフ・キャリー・メリックを題材とした演劇である。1977年初演。バーナード・ポメランス作。

## 概要
1977年、イギリスのハムステッド劇場にて初演された。その後ブロードウェイに上陸。リッチモンド・クリンクレイとネル・ヌジェントによるプロデュース、ジャック・ホフシスによる演出で、ブース劇場にて1979年4月12日にプレビュー公演。1979年4月19日から1981年6月28日まで916回上演された。1979年度トニー賞最優秀演劇作品賞受賞作。
1980年、テレビ映画としてABC放映1時間30分。出演：フィリップ・アングリム、ケヴィン・コンウェイ、ペニー・フラー。作品自体高い評価を受けてプライムタイム・エミー賞 作品賞 (テレビ映画部門)にノミネートされた。
同じ年デヴィッド・リンチ監督により劇場映画化もされた。映画についてはエレファント・マン (映画)参照

## 主な登場人物
- フレデリック・トリーブズ：外科医
- ジョン・メリック：エレファント・マンと呼ばれる青年。海外ではフィリップ・アングリム、ブルース・デイヴィソン、デヴィッド・ボウイ、マーク・ハミル、マックスウェル・コールフィールドが演じている。
- ケンドール夫人：舞台女優　他

## 日本語文献
- バーナード・ポメランス『エレファント・マン』山崎正和訳、河出書房新社、1980年

## 日本公演
劇団四季
1980年上演。浅利慶太演出。第35回文化庁芸術祭演劇部門、'80ぴあテンを受賞。
エレファント・マン：市村正親、トリーブズ：麦草平、ケンドール夫人：三田和代
文学座アトリエの会
2000年上演。北則昭演出。
エレファント・マン：大場泰正、トリーブズ：田中明生：ケンドール夫人：古坂るみ子
ホリプロ
2002年上演。宮田慶子演出。
エレファント・マン：藤原竜也、トリーブズ：今井朋彦、ケンドール夫人：小島聖
世田谷パブリックシアター×東京グローブ座
2020年上演。森新太郎演出。
エレファント・マン：小瀧望、トリーブズ：近藤公園：ケンドール夫人：高岡早紀 他(配信あり)